# Stahlhofen am Wiesensee
Stahlhofen am Wiesensee település Németországban, Rajna-vidék-Pfalz tartományban. Lakosainak száma 364 fő (2023. december 31.).

## Népesség
A település népességének változása:
| Lakosok száma | 189  | 334  | 348  | 371  | 369  | 364  |
|               | 1975 | 2017 | 2019 | 2021 | 2022 | 2023 |